# Stephen Campbell
Stephen Joseph Campbell (Santa Rosa, 26 december 1897 – Toronto, 12 mei 1966) was een Guyaanse politicus van het inheemse Lokono-volk. Hij was het eerste inheemse lid van het parlement.

## Biografie
Campbell werd op 26 december 1897 geboren in Santa Rosa, Brits-Guiana. Zijn beide ouders overleden toen hij nog jong was, en hij werd door zijn grootmoeder opgevoed. Na de basisschool van de missie werkte hij in de bosbouw en de balataindustrie, en werd vervolgens catechist en leraar bij de Wapishana in de Rupununi in het zuiden van Guyana. In 1928 trouwde hij met Umbelina Da Silva.
Op 10 september 1957 werd Campbell verkozen in de Nationale Vergadering voor de National Labour Front als eerste inheemse parlementslid. In 1961 werd hij lid van United Force en werd herkozen. In 1962 waren er bij de inheemse bevolking zorgen dat het land bij onafhankelijkheid zou werden geconfisqueerd. Campbell vertrok naar Londen waar hij aan Duncan Sandys, de minister van koloniën, een petitie overhandigde getekend door 26 inheemse Toshao (dorpshoofden). In 1964 werd hij herkozen en staatssecretaris op het ministerie van binnenlandse zaken. Hetzelfde jaar was hij een van de oprichters van de Amerindian Association of Guyana, een lobbyorganisatie. Hij was zorgde ervoor dat verscheidene inheemse dorpen een grondgebied kregen toegewezen.
In 1966 ging Campbell naar Toronto, Canada voor een medische behandeling, en overleed daar op 12 mei 1966, op 68-jarige leeftijd. Hij was in Canada begraven.

## Betekenis
In 1995 werd de Amerindian Heritage Month ingesteld. Op 10 september, de dag dat Campbell werd verkozen, wordt Amerindian Heritage Day gevierd als de nationale feestdag voor de inheemsen van Guyana. Het dorp Campbelltown bij Mahdia is naar Campbell vernoemd. In 2017 werd het gebouw van het ministerie van burgerschap vernoemd naar Campbell.
- Library of Congress Control Number: n2001098417
- Virtual International Authority File: 16576585
- WorldCat: E39PBJxhrFjRqCHxhR4Fp8DyVC